# Dobel
Dobel ist ein heilklimatischer Kurort im Landkreis Calw in Baden-Württemberg. Die Gemeinde gehört zur Region Nordschwarzwald.

## Geographie

### Geographische Lage
Dobel liegt im Nordschwarzwald in rund 700 m ü. NHN auf dem Rücken eines vom Hohloh (988,8 m) ausgehenden Gebirgskammes (Enzriedel) zwischen dem Enz- und dem Albtal oberhalb von Bad Herrenalb im Nordschwarzwald. Die Siedlungsfläche erstreckt sich vom historischen Ortskern in der geschützten Quellmulde des Dobelbaches (680 m) bis auf den Bergrücken (700 m) und den zum Eyachtal hin abfallenden Südhang. 86 Prozent der Gemeindemarkung sind mit naturnahen Tannen-, Fichten- und Buchen-Wäldern bedeckt, die zum größten zusammenhängenden Waldgebiet Baden-Württembergs gehören. Die landwirtschaftlichen Flächen werden fast ausnahmslos als Wiesen und Weiden genutzt und stehen zum großen Teil unter Naturschutz nach der FFH-Richtlinie. Der höchste Punkt der Gemarkung liegt am Rosskopf (883 m), der tiefste am Dobelbach (405 m). Zur Gemeinde gehören die Wohnplätze Eyachmühle und Lehensägmühle im naturgeschützten Eyachtal. Namensgebend für den Ort war die nördlich des Ortes beginnende und vom Dobelbach durchflossene steile Waldschlucht, ein so genannter „Tobel/Dobel“.

### Gemeindegliederung
Zur Gemeinde Dobel gehören das Dorf Dobel und die Wohnplätze Eyachmühle und Lehensägmühle. Lehensägmühle wurde am 1. Januar 1971 von Wildbad nach Dobel umgemeindet.

### Geologie
Geologisch liegt Dobel im Gebiet des Buntsandsteins innerhalb des Süddeutschen Schichtstufenlands. Die Waldrodung für den Ort Dobel im Mittelalter erfolgte gezielt auf einem inselartigen Rest des für den Ackerbau geeigneten Oberen Buntsandsteins. Die umliegenden Wälder stocken auf Mittlerem Buntsandstein. Eine besondere Sehenswürdigkeit stellt das Felsenmeer des Volzemer Stein dar, wo sogenannte Champagnersteine (besonders quarzhaltige Steine des Mittleren Buntsandsteins) zu Mühlsteinen bearbeitet wurden. Im oberen Eyachtal tritt Rotliegend und der Granit (Forbachgranit) des Grundgebirges an die Oberfläche.

### Schutzgebiete
An der südöstlichen Gemeindegrenze verläuft das Naturschutzgebiet Eyach- und Rotenbachtal und das FFH-Gebiet Eyach oberhalb Neuenbürg. Im Nordwesten hat die Gemeinde Anteil am Landschaftsschutzgebiet Albtalplatten und Herrenalber Berge. Um den Ort herum gruppiert befinden sich einige Teilgebiete des FFH-Gebiets Albtal mit Seitentälern. Im Südwesten ragt das Vogelschutzgebiet Nordschwarzwald auf das Gemeindegebiet. Dobel liegt zudem im Naturpark Schwarzwald Mitte/Nord.

### Klima

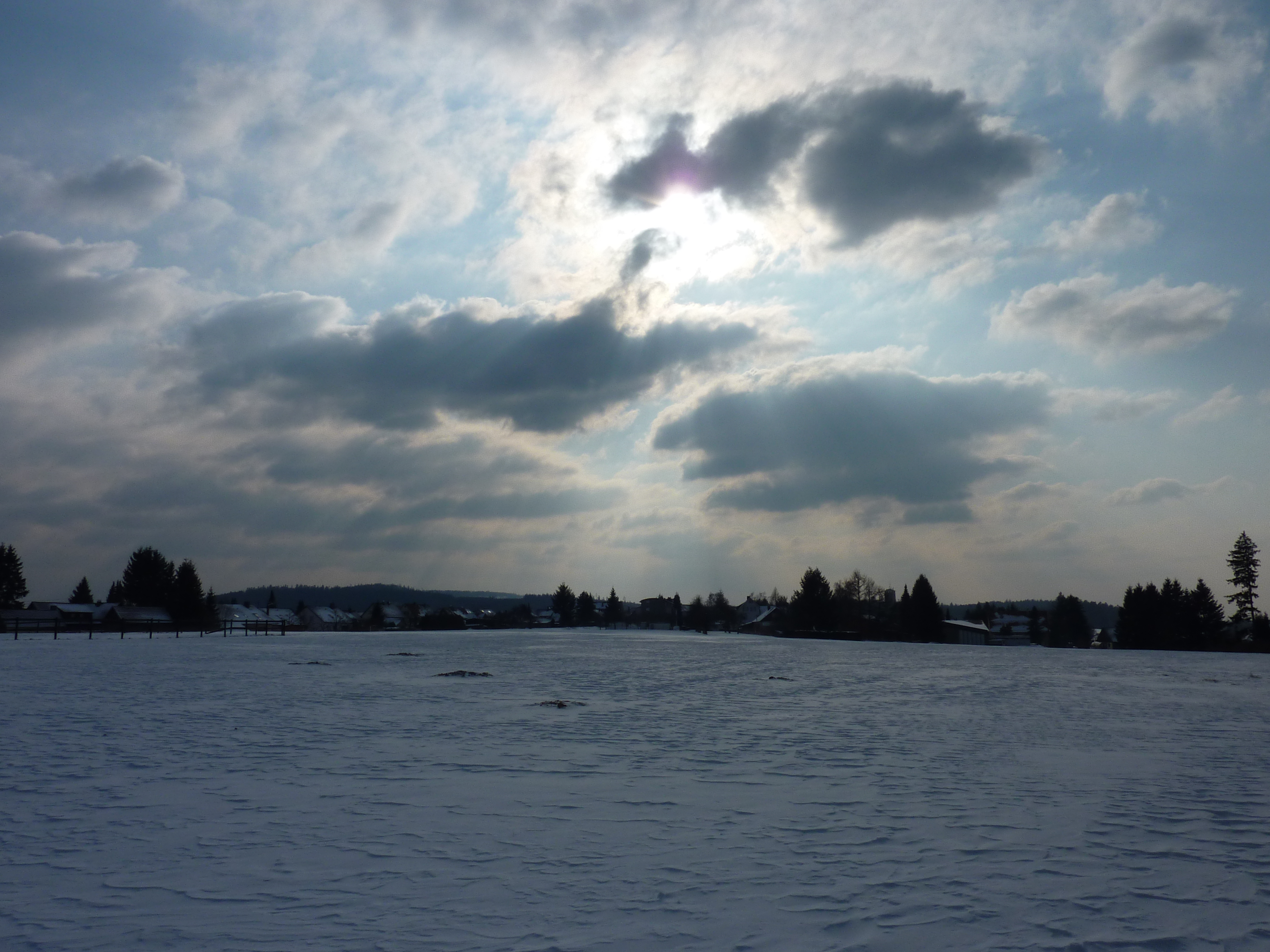
Hochfläche bei Dobel

Dobel hat das typische Reizklima der deutschen Mittelgebirge mit starker ozeanischer Prägung. Die Niederschlagsmenge liegt bei etwa 1500 Millimetern pro Jahr; die Temperatur liegt bei einem Jahresmittel von etwas über sieben Grad Celsius. Bei den im Herbst und Winter auftretenden Inversionswetterlagen liegt Dobel aufgrund seiner Höhenlage häufig über den neblig kalten Luftschichten der Umgebung im Sonnenschein. Der schneereiche Winter ist immer wieder von milderen Perioden unterbrochen. Dobel hat aufgrund der exponierten Lage überdurchschnittlich viele Sturmtage; die vorherrschende Windrichtung ist Südwest. Als besonderes Starkwindereignis ist Orkan Lothar zu nennen, der am 26. Dezember 1999 große Schäden in den umliegenden Wäldern anrichtete.
|                        | Jan   | Feb   | Mär   | Apr   | Mai   | Jun   | Jul   | Aug   | Sep  | Okt  | Nov   | Dez   |   |         |
| Mittl. Temperatur (°C) | −0,6  | −0,1  | 2,6   | 6,1   | 10,5  | 13,6  | 15,8  | 15,4  | 12,7 | 8,6  | 3,4   | 0,4   | ⌀ | 7,4     |
|                        |       |       |       |       |       |       |       |       |      |      |       |       |   |         |
| Niederschlag (mm)      | 122,6 | 120,7 | 134,1 | 132,9 | 140,4 | 144,0 | 119,3 | 112,3 | 93,7 | 99,7 | 144,9 | 139,0 | Σ | 1.503,6 |
|                        |       |       |       |       |       |       |       |       |      |      |       |       |   |         |
| Sonnenstunden (h/d)    | 1,55  | 2,46  | 3,54  | 4,61  | 5,79  | 6,28  | 7,10  | 6,37  | 5,44 | 3,87 | 2,13  | 1,39  | ⌀ | 4,2     |

|  |

|  |

|  |

|  |

|  |

|  |

|  |

|  |

|  |

|  |

|  |

|  |

|  |

|  |

|  |

|  |

|  |

|  |

|  |

|  |

|  |

|  |

|  |

|  |

## Geschichte

### Von der Entstehung bis zur Reformation
Die Höhenlagen des Nordschwarzwaldes wurden vermutlich im 11. und 12. Jahrhundert nach Christus besiedelt. Träger der Besiedlung im Bereich von Alb und Enz waren die Grafen von Eberstein, die Grafen von Calw-Vaihingen und die Herren von Straubenhardt. Dobel wurde erstmals in der Stiftungsurkunde des Zisterzienserklosters Herrenalb aus dem Jahr 1148 urkundlich erwähnt, von der heute nur noch eine Abschrift aus dem Jahr 1270 vorliegt. In dieser Urkunde verfügt der Stifter des Klosters Graf Berthold von Eberstein als Lehnsherr, dass der Ort Dobel in den Besitz des Klosters übergehen soll, wenn die Herren von Straubenhardt als Lehnsnehmer im Mannesstamm aussterben. Neben dem betroffenen Lehnsgebiet besaßen die Straubenhardter in Dobel auch lehnfreies Gebiet (Allodialbesitz), das 1386 im Salbuch der Grafen von Eberstein erwähnt wird. Beim Tod des letzten Straubenhardters Hans von Straubenhardt 1442 fiel das Lehensgebiet an das Kloster Herrenalb, das zu dieser Zeit bereits unter württembergischer Schirmherrschaft stand. Der Allodialbesitz wurde von den Erben, den sechs Schwestern von Hans, am 15. Oktober 1442 zum einen Teil an Württemberg und am 5. April 1443 zum anderen Teil an Baden verkauft. 1528 ging der größte Teil des badischen Besitzes an Württemberg über. Verwaltungsmäßig wurde der ehemalige Straubenhardter Allodialbesitz dem Rentamt Neuenbürg angegliedert. Damit war die Trennung Dobels in eine Klosterseite und eine Rentkammerseite vollzogen, die beim sogenannten Bürgernutzen (ein Wald- und Holznutzungsrecht) bis heute Gültigkeit hat. Den Nutzungsbürgern der Klosterseite stehen geringere Rechte zu als den Nutzungsbürgern der Rentkammerseite.
Kirchlich wurde Dobel über Jahrhunderte hinweg von der Mutterkirche in Gräfenhausen aus betreut. Eine eigene Kapelle Unser liebe Fraw zum Thobel, von der nur noch wenige Bruchstücke mit spätgotischen Stilelementen erhalten sind, wurde um das Jahr 1460 erbaut und geweiht. 1535 wurde Dobel mit der in Alt-Württemberg durchgeführten Reformation evangelisch. 1569 erhielt Dobel einen eigenen Pfarrer, der auch die Nachbarorte Neusatz und Rotensol zu betreuen hatte. Im Jahr 1744 musste die alte Marienkapelle aufgrund der stark gestiegenen Einwohnerzahl und auch wegen drohender Baufälligkeit der heutigen Kirche weichen.

### Vom Dreißigjährigen Krieg bis zum 19. Jahrhundert
Vom Dreißigjährigen Krieg war Dobel genauso wie das gesamte Land Württemberg sehr stark betroffen. 1622 kommt es zu ersten Plünderungen und Brandschatzungen durch bayerische und kroatische Söldner im Ort. Durch das Restitutionsedikt Kaiser Ferdinands II. vom 6. März 1629 fiel das Kloster Herrenalb wieder unter katholische Herrschaft. Nach der für Württemberg verlorenen Schlacht bei Nördlingen 1634 floh Herzog Eberhard III. ins Exil nach Straßburg. Ab 1635 kam es auch in Dobel zu einer Pestepidemie. Im weiteren Verlauf des Krieges gab es neuerliche Plünderungen und Verwüstungen durch französische und schwedische Truppen. Die Einwohnerzahl reduzierte sich von 130 im Jahr 1618 auf 15 bei Kriegsende 1648, bei dem Württemberg in seinen alten Grenzen wiederhergestellt wurde. Im 18. Jahrhundert entwickelte sich Dobel durch die verstärkte Holznutzung unter Herzog Carl Eugen von einem Bauerndorf hin zu einer Waldarbeitersiedlung. 1734 wurde gegen die fortdauernden Franzoseneinfälle auf der Dobler Höhe eine der größten Verteidigungsanlagen der Schwarzwald-Linie, die „Doppelte Redoute auf dem Tobel“ errichtet. Am 9. Juli 1796 stürmten im Ersten Koalitionskrieg französische Truppen die von österreichischen Soldaten angelegten Stellungen in der Umgebung. Dobel wurde geplündert und verwüstet. In der Folgezeit kam es zu Seuchen.
Auch von den Befreiungskriegen gegen Napoleon war Dobel betroffen. Im Winter 1813/14 waren 80 russische Soldaten in Dobel einquartiert. Nach den Missernten im Jahr ohne Sommer (1816) und 1817 und der anschließenden Hungersnot sowie wegen des Wegfalles von Arbeitsplätzen in den ausgebeuteten Wäldern wanderten im 19. Jahrhundert über 500 Dobler Einwohner nach Nordamerika aus.

### Verwaltungszugehörigkeit
Ab 1806 gehörte der dem Oberamt Neuenbürg unterstellte Ort zum neu errichteten Königreich Württemberg und ab 1919 zum gleichnamigen Volksstaat.
Während der NS-Zeit in Württemberg fanden zwei Kreisreformen statt. Zunächst gab es 1934 lediglich eine Umbenennung des Oberamts in Kreis Neuenbürg, dem Dobel von 1934 bis 1938 angehörte. Mit der größeren Reform von 1938 gelangte Dobel zum Landkreis Calw. Nach dem Zweiten Weltkrieg wurde der Ort Teil der Französischen Besatzungszone und kam somit zum Nachkriegsland Württemberg-Hohenzollern, welches 1952 im Land Baden-Württemberg aufging.

### Entwicklung des Fremdenverkehrs
Fremdenverkehr kann in Dobel bereits seit dem 18. Jahrhundert nachgewiesen werden. Zum Beispiel war der badische Dichter Johann Peter Hebel im Jahr 1799 Feriengast. Ende des 19. Jahrhunderts, nach dem Ausbau der Straßenverbindung zwischen Bad Wildbad und Baden-Baden, erlebte der Tourismus einen starken Aufschwung. Das Kurhotel „Sonne“ (1944 durch Bombenangriff zerstört) spielte dabei die Hauptrolle. Bis zum Beginn des Ersten Weltkrieges wurde die touristische Infrastruktur und die Zahl der Übernachtungsmöglichkeiten weiter ausgebaut. Von den 1920er bis in die 1970er Jahre erreichte das Hotel „Funk“ einen Spitzenplatz in der Schwarzwälder Gastronomie mit vielen prominenten Gästen, wie zum Beispiel der späteren spanischen Königin Sophia im Jahr 1960. Eine Blütezeit des Fremdenverkehrs erlebte Dobel in den 1950er bis in die 1970er Jahre. Durch die Verleihung des Prädikats „Heilklimatischer Kurort“ 1984 und die damit verbundene Ansiedlung der Waldklinik im Jahr 1987 konnte der allgemein im Schwarzwald zu verzeichnende Rückgang bei den Gästezahlen kompensiert werden.
Eine bedeutende Rolle spielt die Naherholung. Für die Bewohner der umliegenden Ballungsräume ist Dobel aufgrund seiner klimatisch günstigen Hochlage zu jeder Jahreszeit ein gern besuchter Ausflugsort (Wandern, Radfahren, Wintersport).

### Liste der Dorfschultheißen und Bürgermeister
- Haintz vom Thobel (1498 urkundlich als „Altt Schultheiß“ erwähnt)
- Fülhower (1498 urkundlich als „Jetzo Schultheiß“ erwähnt)
- Albrecht Weltz (1539 urkundlich als Schultheiß erwähnt)
- Contz Ruff (auch: Contz Ruoff) (1558 urkundlich als „gewesener Schultheiß“ erwähnt)
- Philipp Ruoff (1594/1614 urkundlich als Schultheiß erwähnt)

| - 1639–1653: Elias Rau - 1653–1669: Philippus Heim - 1670–1672: Arnold Rau - 1672–1694: Georg König - 1694–1701: Johannes Kappler - 1702–1712: Johann Philipp Kappler - 1712–1725: Philipp Kappler - 1725–1752: Johann Jakob Kappler - 1753–1767: Egydius Seyfried - 1767–1810: Elias Kappler - 1811–1815: Gottfried Lehmann - 1816–1826: Johann Bernhardt Kappler - 1826–1835: Bernhard Pfeiffer - 1835–1836: Georg Friedrich Zeltmann - 1836–1838: Philipp Kappler | - 1838–1841: Georg Andreas Schweigle - 1841–1845: Georg Friedrich Rothfuß - 1845–1887: Immanuel Friedrich Schuon - 1887–1900: Friedrich Schuon - 1900–1934: Karl Allinger - 1934–1941: Erwin Nothwang - 1941–1945: Robert Langenstein - 1945–1945: Erwin Nothwang - 1945–1954: Karl Hummel - 1955–1962: Ernst Fischer - 1962–1990: Gerhard Westenberger - 1990–1998: Herbert Jäger - 1998–2014: Wolfgang Krieg - seit 2014: Christoph Schaack |

## Religionen

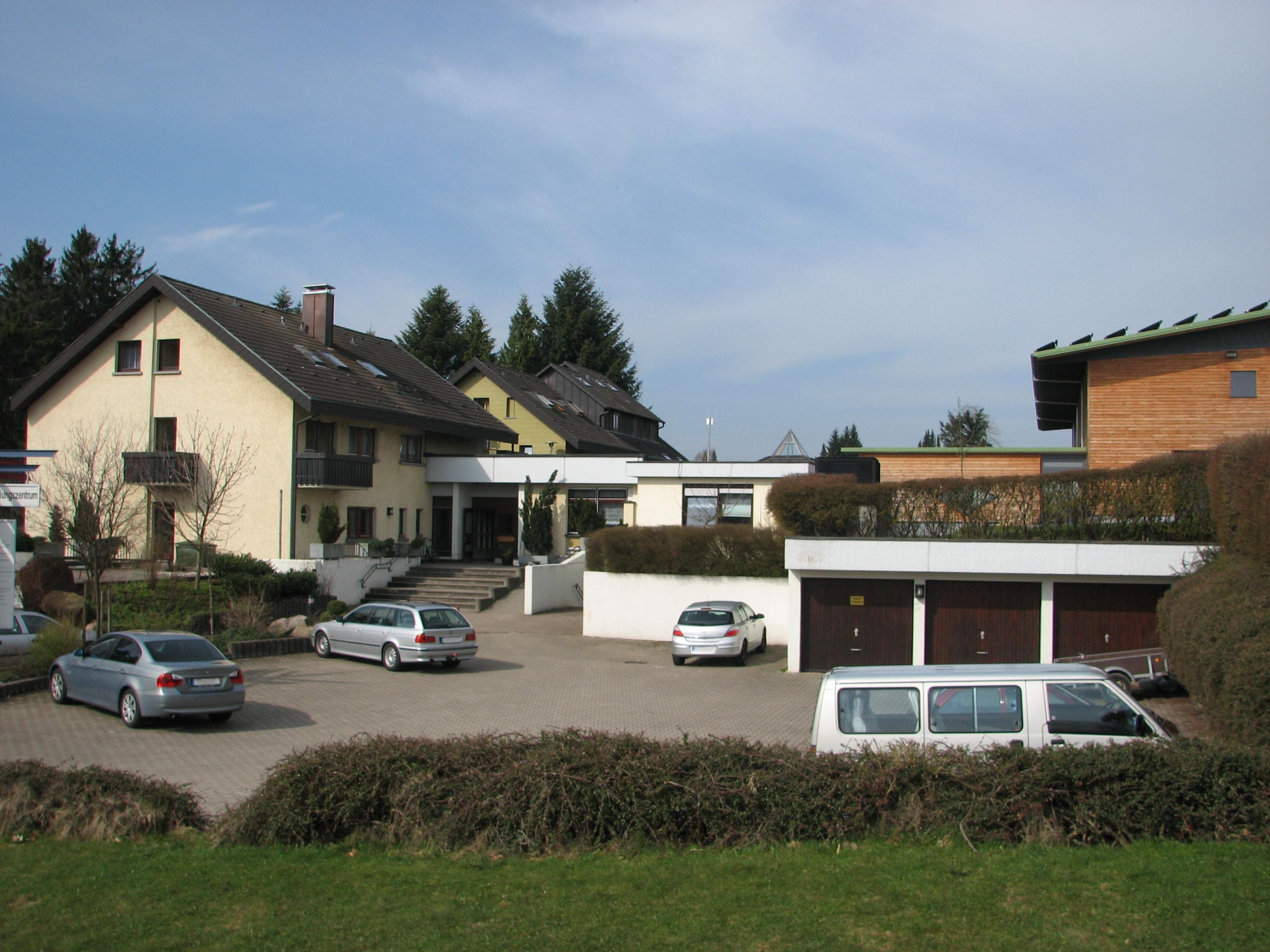
Freizeitzentrum Dobel

Seit der Reformation ist Dobel evangelisch. Innerhalb des Kirchenbezirks Neuenbürg, zu dem auch Dobel gehört, gibt es starke pietistische Strömungen. Dobel ist der Standort eines Freizeit- und Schulungszentrums des pietistisch geprägten Jugendverbandes Entschieden für Christus. Daneben gibt es eine römisch-katholische Gemeinde mit eigenem Kirchengebäude, die vom Bad Herrenalber Pfarrer mitbetreut wird.

## Politik

### Gemeinderat
Der Gemeinderat in Dobel hat zwölf Mitglieder. Er besteht aus den gewählten ehrenamtlichen Gemeinderäten und dem Bürgermeister als Vorsitzendem. Der Bürgermeister ist im Gemeinderat stimmberechtigt. Die Kommunalwahl am 9. Juni 2024 führte zu folgendem vorläufigen Endergebnis. Die Wahlbeteiligung lag bei 59,19 %, bei der Kommunalwahl 2019 waren es 57,03 %.

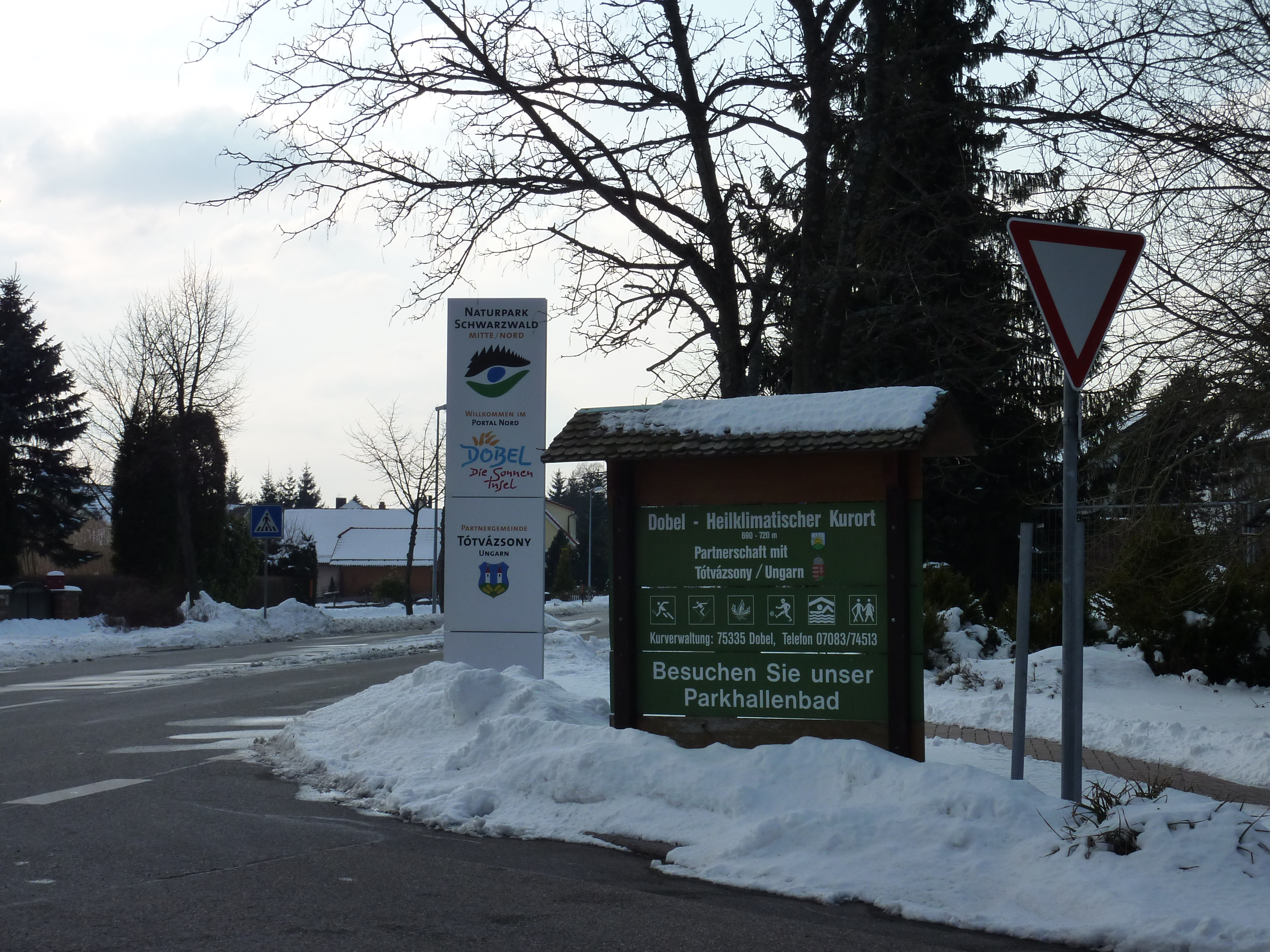
Schilder am Ortseingang

| Wählerliste                    | Stimmenanteil | Sitze | 2019:            |
| Pro Dobel (PD)                 | 58,86 %       | 7     | 59,54 %, 7 Sitze |
| Freie unabhängige Dobler (FuD) | 37,07 %       | 5     | 40,46 %, 5 Sitze |
| Grüne Liste Dobel (GLD)        | 4,07 %        | 0     | nicht angetreten |

### Bürgermeister
Seit 2014 ist Christoph Schaack (CDU) Bürgermeister. Am 3. August 2014 wurde er mit 69,2 Prozent der Stimmen für seine erste Amtszeit gewählt. Am 18. September 2022 wurde er mit 90 Prozent der Stimmen für eine zweite Amtszeit wiedergewählt.

### Partnerschaften
Dobel unterhält eine Gemeindepartnerschaft mit Tótvázsony in Ungarn. Die Partnerschaftsurkunde wurde am 14. Mai 1994 unterzeichnet.

## Wirtschaft und Infrastruktur
Dobels Wirtschaft hat sich im Lauf des 20. Jahrhunderts zunächst von der Waldwirtschaft hin zum Fremdenverkehr entwickelt. Gegen Ende des 20. Jahrhunderts war Dobel sehr stark vom Niedergang des Tourismus im Schwarzwald betroffen. Nach einem starken Rückgang der Anzahl der Gastronomiebetriebe konzentriert sich der Fremdenverkehr heute auf die 1981 gegründete und 1987 wesentlich erweiterte Waldklinik Dobel. Dobel ist inzwischen vor allem ein Wohnort für Pendler in die Großräume Karlsruhe, Pforzheim und in zunehmendem Maße auch Stuttgart.

### Verkehr

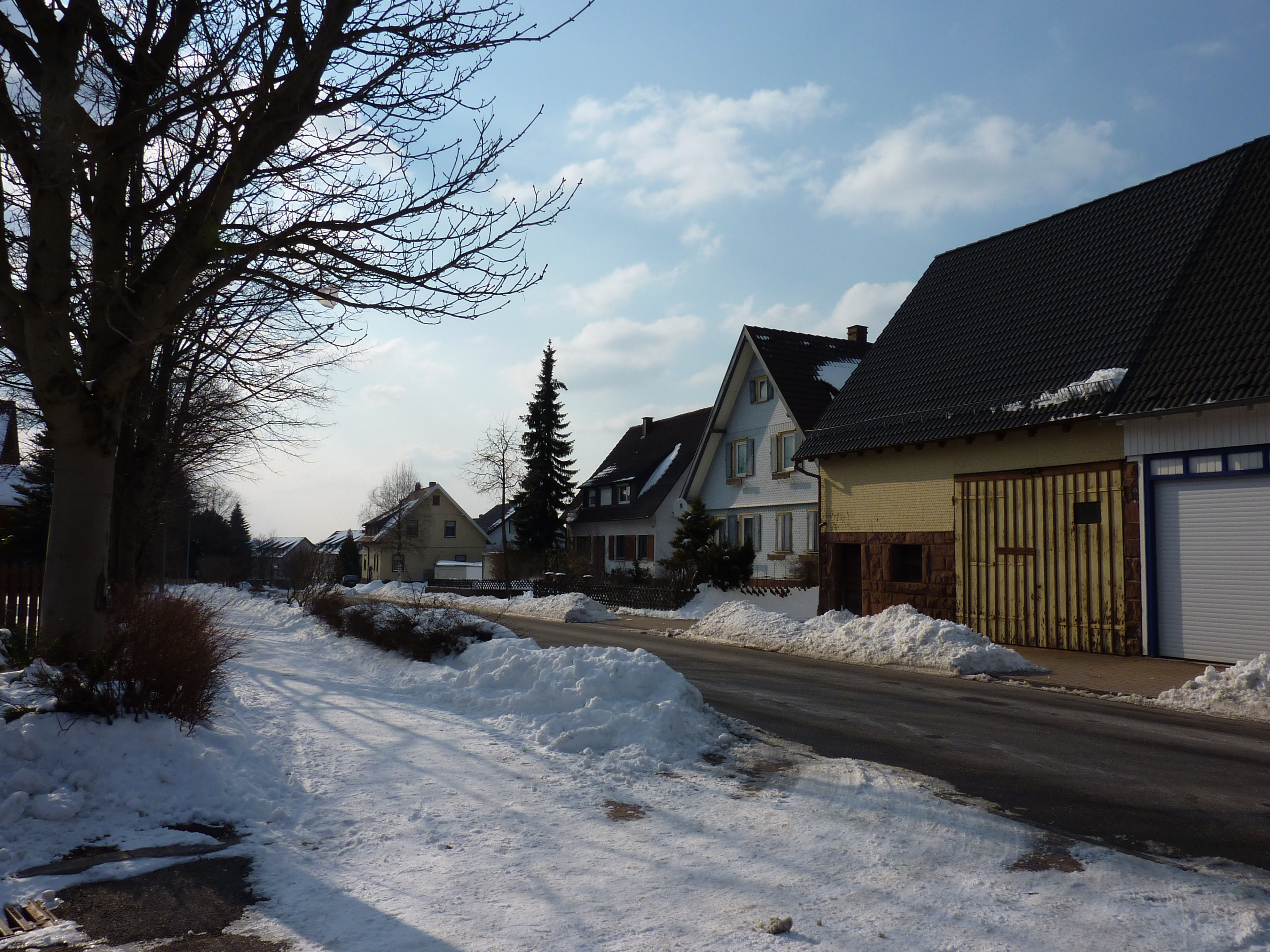
Ortsdurchfahrt

Dobel liegt an der Landesstraße L340, die in Bad Herrenalb beginnt und an der Eyachbrücke zwischen Neuenbürg und Höfen in die Bundesstraße 294 einmündet. Über die Bus-Linien 716 und 719 ist Dobel mit öffentlichen Verkehrsmitteln tagsüber stündlich in 20 Minuten vom Bahnhof Bad Herrenalb erreichbar. Die Linie 716 führt von Dobel weiter in 45 Minuten nach Pforzheim, die Linie 719 in 25 Minuten über die acht Kilometer entfernte „Eyachbrücke“ nach Bad Wildbad. Bad Herrenalb ist über die Linie S1 der Albtal-Verkehrs-Gesellschaft (AVG) mit dem Karlsruher Stadtbahnnetz verbunden. Die S-Bahn-Haltestelle „Eyachbrücke“ liegt an der Linie S6 der AVG, der früheren Enztalbahn, die Pforzheim mit Bad Wildbad verbindet und den Bahnanschluss Richtung Pforzheim und Stuttgart herstellt.

### Ansässige Unternehmen
Die Unternehmensstruktur Dobels ist kleingewerblich und mittelständisch geprägt. Überregionale Bedeutung hat das SRH Gesundheitszentrum Dobel.

## Kultur und Sehenswürdigkeiten

### Bauwerke

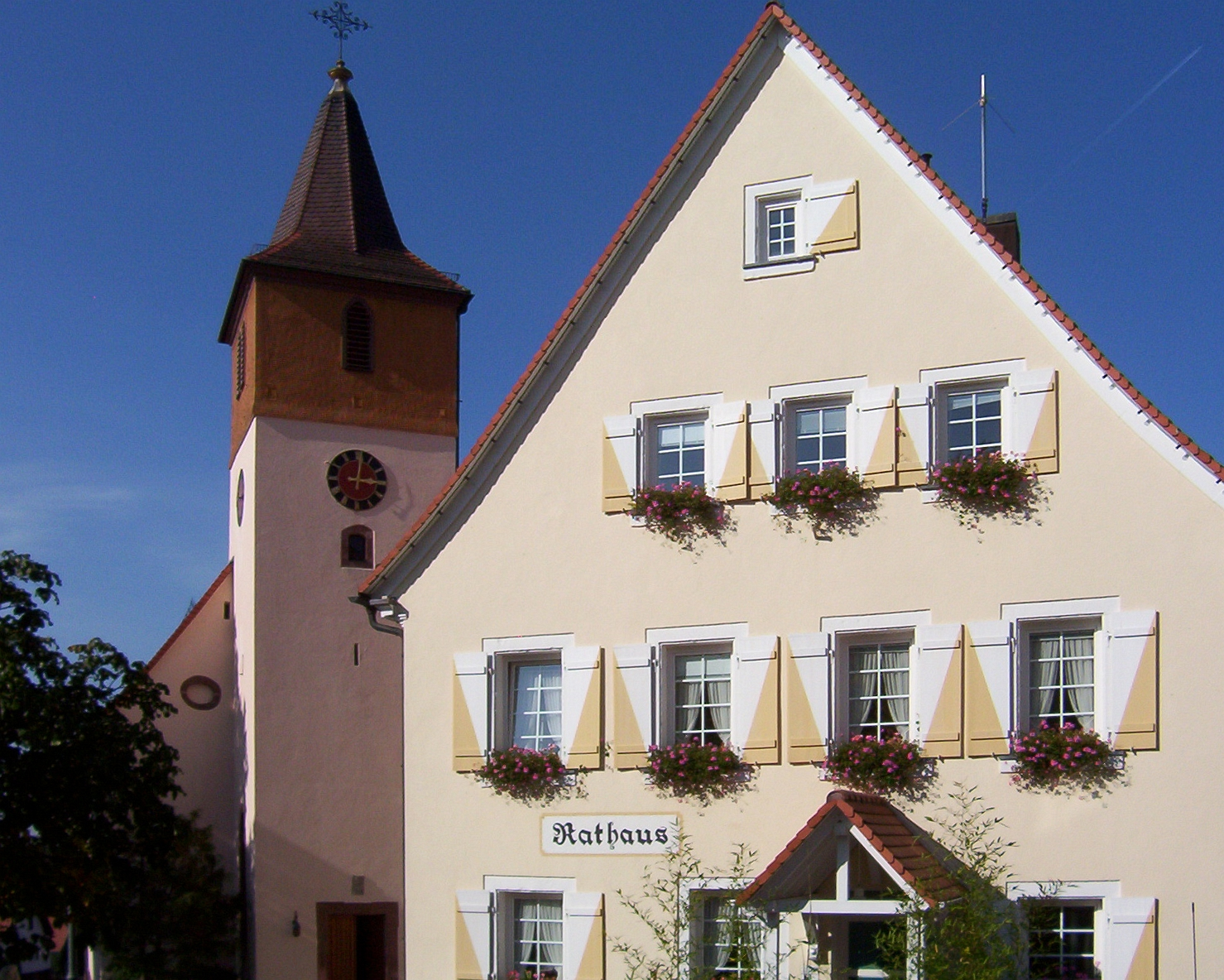
Rathaus im historischen ehemaligen Pfarrhaus; im Hintergrund die evangelische Kirche

Am höchsten Punkt des Ortes steht auf 720 m Höhe ein 1937 errichteter 28 m hoher, seit einigen Jahren stillgelegter Wasserturm, der heute als Aussichtsturm genutzt wird.
Die heutige evangelische Kirche in Dobel wurde 1774 neu erbaut und 1900 erweitert. 2018 wurde die Kirche nach einer langen Bauzeit neu gestaltet und eingeweiht. Im historischen ehemaligen Pfarrhaus mit Pfarrscheuer befindet sich heute das Rathaus mit Sitzungssaal. Die katholische St. Lukaskirche wurde 1969 erbaut.
Das Lotharkreuz wurde zum Gedenken an den Orkan Lothar Weihnachten 1999 durch Dobler Bürgerinnen und Bürger als Mahn- und Dankmal errichtet.

## Sport und Freizeit

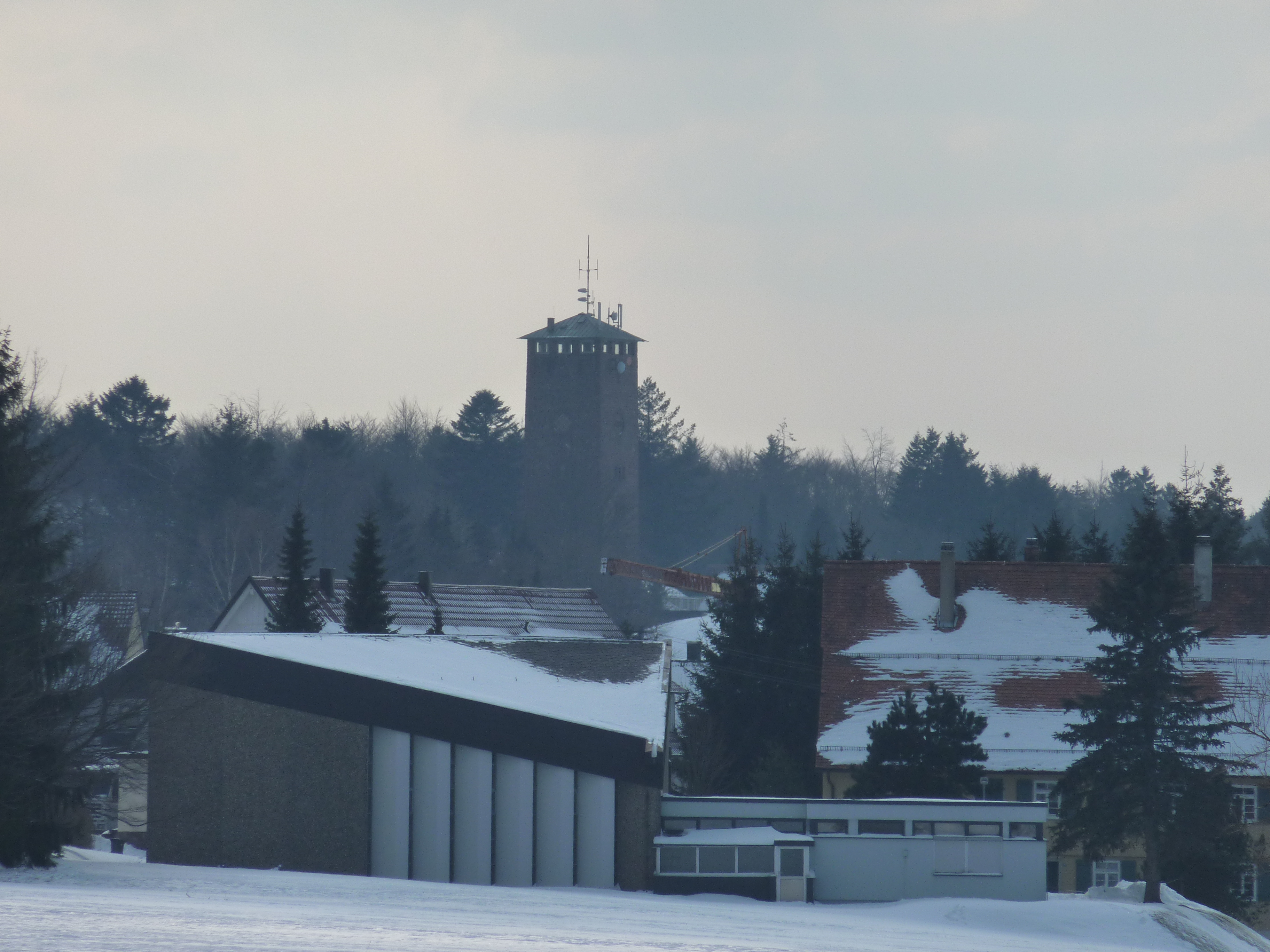
Blick zum Wasserturm, wo sich ein Skilift befindet

Durch die Schwarzwaldhöhenlage ist Dobel Ausgangspunkt für Wanderungen und Mountainbike-Touren. Dobel ist das erste Etappenziel des Westwegs von Pforzheim nach Basel. Im Winter hat Dobel längere Schneeperioden und ist deshalb bei Freizeit-Langläufern und -Rodlern aus den umliegenden Städten sehr beliebt. Die vorhandenen Skipisten sind kurz und deshalb eher für Anfänger geeignet. Allerdings ist Dobel im Sommer Austragungsort von Grasski-Wettkämpfen.

## Persönlichkeiten

### Söhne und Töchter der Gemeinde
- Christian Gottlieb Abt (1820–1877), württembergischer Journalist und Revolutionär
- Fritz Kaeferle (1845–1910), Kommerzienrat, Eigentümer der Kaeferle Fabrik für Heizungs- und Lüftungsanlagen in Hannover
- Edmund Rau (1868–1953), Jurist, württembergischer Staatspräsident vom 8. April bis 3. Juni 1924

### Weitere Personen mit Verbindung zur Gemeinde
- Lothar König (* 1944), ehemaliger Abgeordneter der Republikaner im Landtag von Baden-Württemberg, Mitglied des Gemeinderats und früherer stellvertretender Bürgermeister der Gemeinde.
- Willi Heinrich (1920–2005), Schriftsteller, gestorben in Dobel